# Денаина
Денаина или раније Танаина су атабаскански народ, староседеоци су крајњег северозапада Северне Америке (Аљаска). Денаине су традиционално ловци сакупљачи и имају матрилинеарни систем сродства и наслеђивања. 

## Територија
Они су староседеоци централног дела јужне Аљаске, насељавали су простор између Селдовије на југу, Чикалуна на североистоку, Талкитне на северу, Лајм Вилиџа на северозападу и Педро Беја на југозападу. Традиционална територија Денаина обухвата површину од око 66.000 квадратних километара. Верује се да су ту територију населили пре око 1.000 до 1.500 година. Они су једини аљаски атабаскански народ који је насељен на обали Тихог океана.
Стаза Идитарод (или Севард-Ноум стаза) која је коришћена у време златне грознице на Аљасци 1896. је створена спајањем већег броја стаза које су традиционално користили аљаски домороци Денаине и Дег Хитани који су Атабаскани, као и Ескими Инупијаци.

## Суседи
Њихови суседи су други атабаскански народи и Ескими Јупици. Атабаскански суседи су: Дег Хитани на северозападу, Горњи Кускоквими на северу, Којукони на североистоку, Танане (Доње Танане) на североистоку, Ахтне на истоку. Ескимски Јупички суседи су: Чугач Сугпијаци на југоистоку, Кониаг Сугпијаци на југу и Централноаљаски Јупици на западу и југозападу.

## Имена
Њихово име значи „човек” као и аутоним јужних Атабаскана Навахоа "Дине”. Денаинско име залива Кук је Тикатну што значи „велика вода река” (велика река) или Нути што значи „слана вода” (океан). 

## Култура
Денаине су једини северни Атабаскани који живе на обали Тихог океана, због чега су у поређењу са осталим северним Атабасканима имали најседелачкији начин живота.

## Језик
Денаински језик спада у јужноаљаску подгрупу атабасканских језика. Од укупног броја Денаина од око 1.400, денаинским језиком тренутно течно говори само око 70 до 75 људи. Денаински језик је један од 11 аљаских атабасканских језика. Дијалекти денаинског језика су: континентални, илиамски, горњозаливски и спољнозаливски.